# Curia de Pompeyo
La Curia de Pompeyo (en latín: Curia Pompeia) era una de las diversas salas de reuniones nombradas de relevancia histórica de la República romana. Una curia era una estructura destinada a las reuniones del senado. La Curia de Pompeyo estaba ubicada a la entrada del Teatro de Pompeyo. Mientras la cámara principal del senado se estaba trasladando de la Curia Cornelia a la nueva Curia Julia, el senado se reunía en este edificio más pequeño. Es más conocida por ser el lugar donde los miembros del Senado romano asesinaron a Julio César. Estaba unido al pórtico directamente detrás de la sección del teatro y era una exedra romana, con un muro posterior curvado y varios niveles de asientos. En "A New Topographical Dictionary of Ancient Rome" de L. Richardson, Jr., Richardson afirma que tras la muerte de César, Augusto quitó la gran estatua de Pompeyo e hizo que tapiaran la sala. Richardson cita a Suetonio quien afirma que posteriormente se convirtió en una letrina, tal como señala Dion Casio.

## Historia
En 55 a. C., Cneo Pompeyo Magno (Pompeyo) celebró la inauguración del teatro más grande de la antigüedad antes de su finalización total. Erigido con los beneficios obtenidos en sus campañas militares, la construcción era una declaración política que pretendía elevar el estatus del general y cónsul romano y conmemorar los logros de su carrera. Otros emperadores romanos copiaron posteriormente esto cuando crearon sus propios foros imperiales.
La estructura completa consistía de una amplia sección con un teatro, que incluía un templo, un pulpitum o escenario, scaenae frons y cávea (asientos) en un extremo, y un gran quadriporticus (pórtico de cuatro puertas) que rodeaba el extenso jardín y albergaba la colección de arte y literatura de Pompeyo y la curia en sí, en el extremo opuesto del teatro. Mientras que el complejo del teatro resistió en pie durante siglos, la curia solo duró una década aproximadamente. En el 44 a. C., César fue asesinado por una conspiración de senadores. Posteriormente la estructura se cerró y fue tapiada y se dice que habría sido incendiada; una letrina se instaló en su lugar unos años después.

## Arqueología
La estructura se encuentra ubicada en un área ahora llamada Largo di Torre Argentina. El yacimiento fue excavado por orden del dictador Benito Mussolini en los años 30. En general sólo se han excavado los cimientos de la estructura original y un moderno sistema de vías y calles se alza sobre los restos de la curia. En 2012, se anunció que nuevas excavaciones habían descubierto el lugar exacto del asesinato de César, marcado por su hijo adoptivo en el edificio antes de su destrucción. Posteriormente también se anunció que las excavaciones subterráneas de la curia se abrirían al público en 2013.